# 프롬나드데장글레

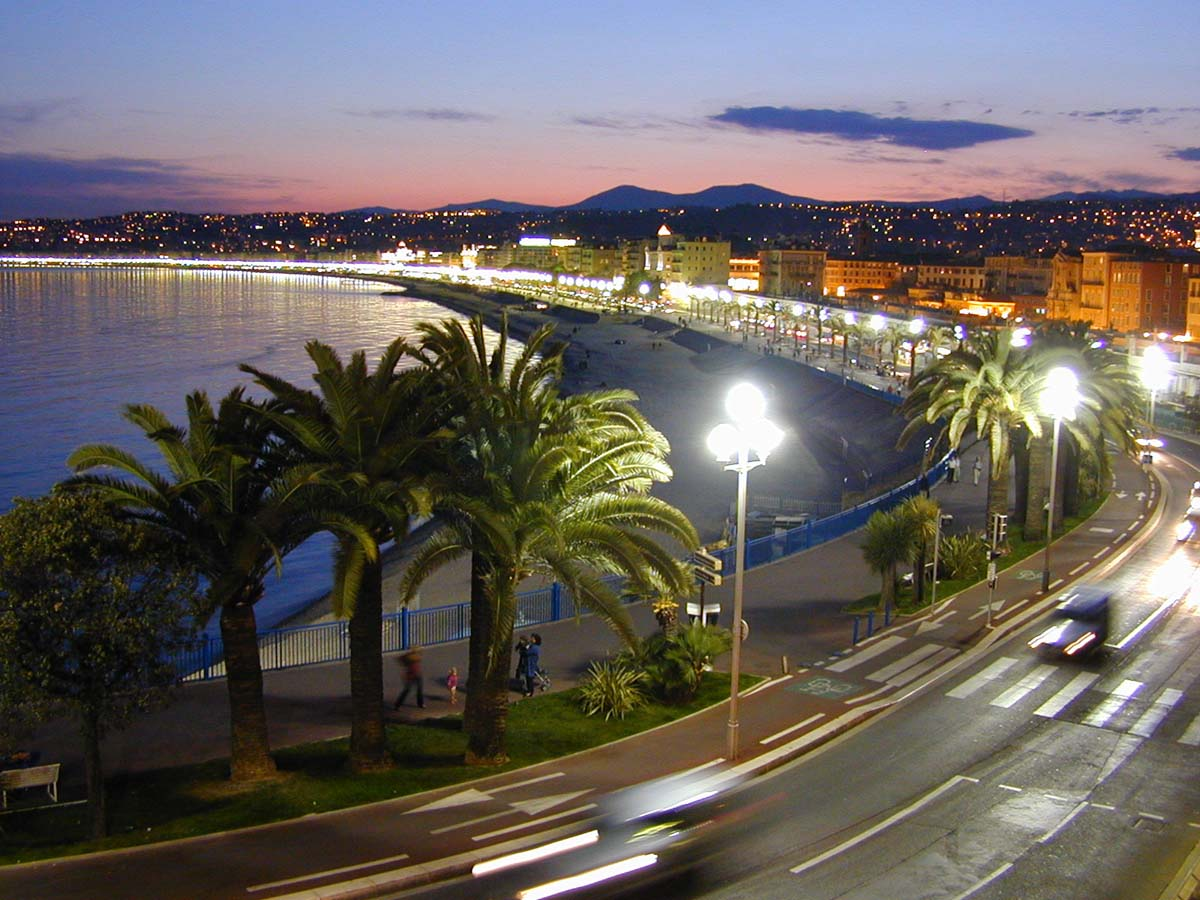
샤토 언덕에서 바라본 모습

프롬나드 데 장글레(프랑스어: Promenade des Anglais→영국인 산책로; (프랑스어 발음: [pʁɔm.nad de.z‿ɑ̃ɡlɛ], 니사르어: Camin dei Anglés)는 프랑스 니스에 있는 지중해를 따라 조성된 유명 산책로이다. 서쪽으로 공항에서부터 동쪽의 에타쥐니 길 (Quai des États-Unis)까지 뻗어 있으며 거리는 약 7km에 달한다.

## 역사

### 영국인 산책로
18세기 후반부터 영국인들이 니스에 와서 이곳 해변가를 따라 펼쳐진 경치를 즐기며 겨울을 보내기 시작했다. 1820년 유럽 북부에 매서운 겨울이 닥쳐 걸인들이 니스로 몰려들기 시작하자, 영국인들이 이들에게 도움이 될 계획을 구상했는데, 바로 바닷가를 따라 산책로 (chemin de promenade)를 조성하는 것이었다. 건설 자금은 영국의 사업가였던 루이스 웨이가 마련해 주었다.
쾌적한 산책로 조망에 큰 흥미를 보인 니스 시는 산책로 공사의 범위를 대폭 늘렸다. 그렇게 해서 완성된 산책로를 두고 니스 사람들은 지역 사투리인 니사르어로 '카맹 데 장글레' (Camin deis Anglés, 영국인 길)라고 부르게 되었다.

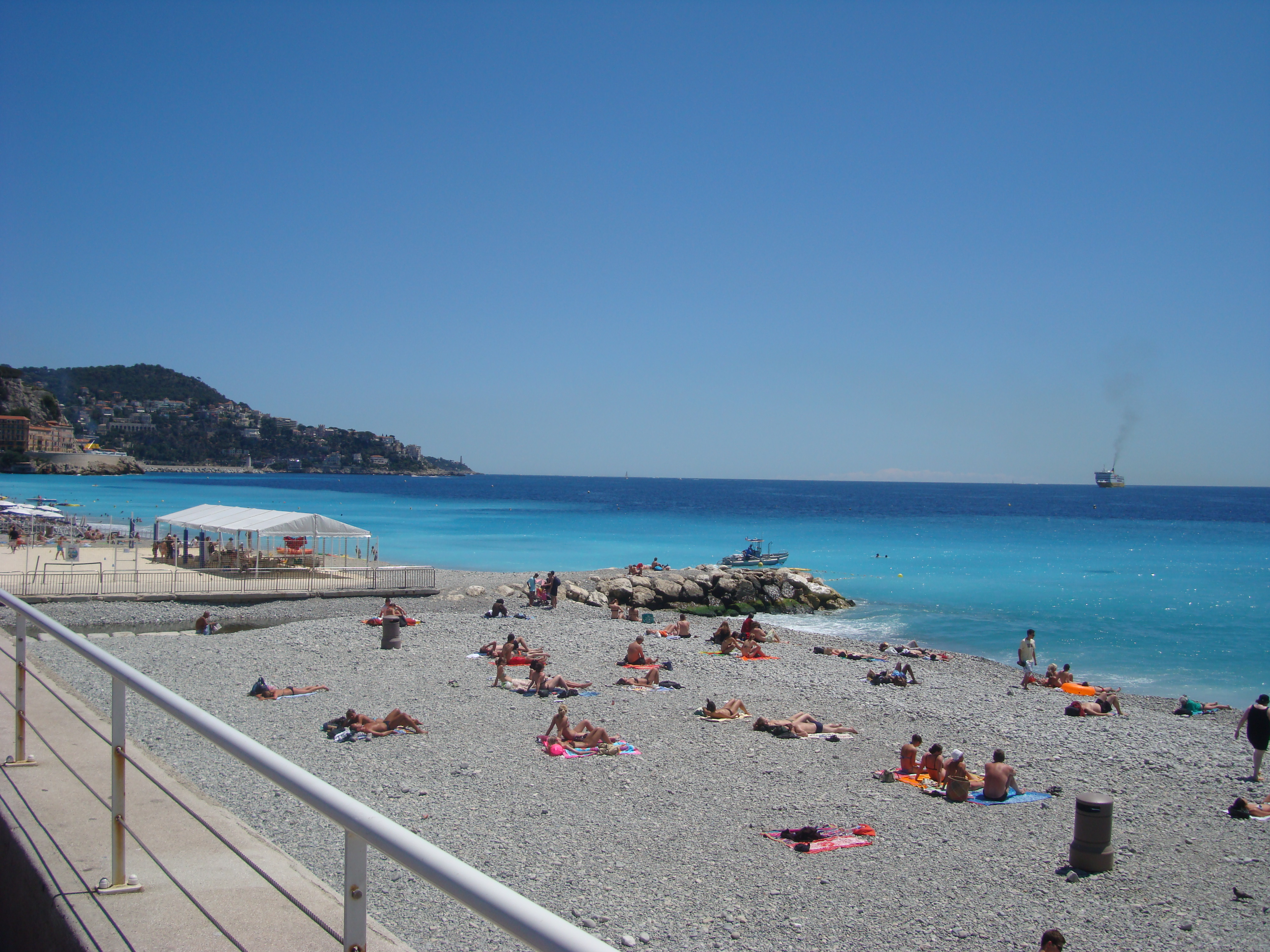
프롬나드 데 장글레

### 오늘날
현지 주민들은 프롬나드 데 장글레를 간단하게 '프롬나드'라고 부르거나 더 짧게 '라 프롱 (La Prom)'이라고 부른다. 일요일이 되면 자전거, 유모차, 온 가족들이 산책로를 따라 행렬을 이룬다. 스케이트보드와 인라인 스케이트를 타는 사람들도 선호하는 장소다.
프롬나드 데 장글레에는 푸른 의자 (chaises bleues)와 오두막집이 늘어서 있어 지중해를 따라 여유로운 시간을 보내거나 앙제 만의 하늘색 물빛을 보며 사색에 잠기기에 적합하다. 또 니스 카니발이나 꽃장식 퍼레이드 등 수많은 축제와 행사가 이곳 산책로를 따라 열리기도 한다. 2013년 7월 2일에는 2013년 투르 드 프랑스의 팀 타임 트라이얼 레이스 종목이 열리기도 했다.
2016년 7월 14일, 프롬나드 데 장글레에서 테러가 발생했다. 사건 당시 바스티유의 날을 맞아 이곳에서 열린 축제에 참가하던 군중들이 다수 희생됐다.